# Canton de Sains-en-Gohelle
Le canton de Sains-en-Gohelle est une ancienne division administrative française située dans le département du Pas-de-Calais et la région Nord-Pas-de-Calais.

## Géographie
Ce canton est organisé autour de Sains-en-Gohelle dans l'arrondissement de Lens. Son altitude varie de 39 m (Sains-en-Gohelle) à 192 m (Bouvigny-Boyeffles) pour une altitude moyenne de 102 m.

## Histoire
Le canton actuel a été créé en 1992 en divisant l'ancien canton en 2: Bully-les-Mines et Sains-en-Gohelle.

## Administration

Le canton de Sains-en-Gohelle dans l'arrondissement de Lens

| Période | Période | Identité       | Étiquette | Qualité |
| ------- | ------- | -------------- | --------- | --- |
| 1992    | 2015    | Alain Lefèbvre | PS        | Professeur dans l'enseignement technique Maire d'Aix-Noulette Ancien conseiller général du canton de Bully-les-Mines Vice-Président du Conseil Général Elu en 2015 dans le Canton de Bully-les-Mines |

## Composition
Le canton de Sains-en-Gohelle groupe 6 communes et compte 20 036 habitants (recensement de 1999 sans doubles comptes).
| Communes           | Population (2012) | Code postal | Code Insee |
| ------------------ | ----------------- | ----------- | ---------- |
| Aix-Noulette       | 3 836             | 62160       | 62019      |
| Bouvigny-Boyeffles | 2 439             | 62172       | 62170      |
| Gouy-Servins       | 297               | 62530       | 62380      |
| Hersin-Coupigny    | 6 498             | 62530       | 62443      |
| Sains-en-Gohelle   | 6 084             | 62114       | 62737      |
| Servins            | 882               | 62530       | 62793      |

## Démographie
| 1999   | 2006   | 2011   | 2012   |
| ------ | ------ | ------ | ------ |
| 20 036 | 19 836 | 20 264 | 20 272 |